# Eugène Burnouf
Eugène Burnouf (ur. 8 kwietnia 1801 w Paryżu, zm. 28 maja 1852 tamże) – francuski akademik i orientalista. Jeden z głównych kontrybutorów odczytania staroperskiego pisma klinowego. W 1850 otrzymał Pour le Mérite za Naukę i Sztukę